# Vulnicura
Vulnicura é o oitavo álbum da cantora e compositora islandesa Björk. Seu lançamento, anteriormente previsto para março de 2015, ocorreu em 20 de janeiro, devido ao vazamento na internet. O anúncio do disco foi feito pela própria cantora em sua conta do Facebook. O álbum foi produzido e co-escrito em parceria com a venezuelana Alejandra Ghersi, conhecida como Arca, e com o inglês Bobby Krlic, conhecido como The Haxan Cloak.

## Faixas
| N.º | Título                      | Compositor(es)               | Duração |  |
| 1.  | "Stonemilker"               | Björk                        | 6:49    |  |
| 2.  | "Lionsong"                  | Björk, Arca                  | 6:08    |  |
| 3.  | "History of Touches"        | Björk, Arca                  | 3:00    |  |
| 4.  | "Black Lake"                | Björk, Arca                  | 10:04   |  |
| 5.  | "Family"                    | Björk, Arca, The Haxan Cloak | 8:02    |  |
| 6.  | "Notget"                    | Björk, Arca                  | 6:26    |  |
| 7.  | "Atom Dance (part. Anohni)" | Björk, Arca                  | 8:09    |  |
| 8.  | "Mouth Mantra"              | Björk, Arca                  | 6:09    |  |
| 9.  | "Quicksand"                 | Björk, Spaces                | 3:45    |  |

## Desempenho
Vulnicura foi lançado no dia 20 de janeiro de 2015 por download digital. No dia seguinte ao lançamento digital, lidera tabelas de vendas em 36 países.

## Composição
O álbum é composto com arranjos de cordas e batidas eletrônicas, como feito anteriormente em seu álbum Homogenic de 1997. Em uma entrevista à Pitchfork, Björk disse que trabalhar com arranjos foi uma das formas que ela encontrou de se manter ocupada após o fim de seu relacionamento com Matthew Barney: ''A única maneira que encontrei de lidar com essa situação foi quando eu comecei a escrever os arranjos de cordas, decidi me aprofundar em violinos e organizar tudo em quinze cordas.''
O nome do álbum significa "Cura para as Feridas" (Vulnus + Cura), e Björk descreveu o álbum como "um álbum mais tradicional que o Biophillia para o que diz respeito à composição das músicas. É sobre o que pode acontecer com uma pessoa no final de um relacionamento. Fala sobre os diálogos que podemos ter em nossas cabeças e em nossos corações, os processos de cura".
O envolvimento de Arca no trabalho do álbum veio durante o processo de composição: ''A Arca queria trabalhar comigo e era a hora perfeita pra mim. Ela me encontrou na Islândia e foi tudo muito mágico, ela veio várias vezes e antes que pudéssemos perceber já tínhamos um álbum pronto em poucas semanas, então foi muito rápido. Definitivamente uma das melhores colaborações que eu já tive.''

## Desempenho nas tabelas musicais
| Tabela (2015)                            | Posição |
| ---------------------------------------- | ------- |
| Australian Albums (ARIA)                 | 26      |
| Austrian Albums (Ö3 Austria)             | 19      |
| Belgian Albums (Ultratop Flanders)       | 12      |
| Belgian Albums (Ultratop Wallonia)       | 4       |
| Canadá (Billboard)                       | 12      |
| Croatian Albums (IFPI)                   | 42      |
| Croatian International Albums (IFPI)     | 4       |
| República Tcheca (ČNS IFPI)              | 8       |
| Dutch Albums (MegaCharts)                | 10      |
| Dinamarca (Hitlisten)                    | 3       |
| França (SNEP)                            | 10      |
| Finnish Albums (Suomen virallinen lista) | 14      |
| Alemanha (Offizielle Deutsche Charts)    | 11      |
| Hungria (MAHASZ)                         | 22      |
| Icelandic Albums (Tónlist)               | 1       |
| Irlanda (IRMA)                           | 12      |
| Irish Independent Albums (IRMA)          | 2       |
| Italian Albums (FIMI)                    | 25      |
| Japanese Albums (Oricon)                 | 30      |
| New Zealand Albums (RMNZ)                | 30      |
| Norwegian Albums (VG-lista)              | 4       |
| Polónia (ZPAV)                           | 48      |
| Russian Albums (2M)                      | 3       |
| Scottish Albums (OCC)                    | 22      |
| South Korean International Albums (Gaon) | 50      |
| Spanish Album Chart (PROMUSICAE)         | 16      |
| Swedish Albums (Sverigetopplistan)       | 26      |
| Swiss Albums (Schweizer Hitparade)       | 6       |
| Reino Unido (Official Albums Chart)      | 11      |
| UK Independent Albums (OCC)              | 3       |
| Estados Unidos (Billboard 200)           | 20      |
| US Alternative Albums (Billboard)        | 5       |
| US Independent Albums (Billboard)        | 3       |
| US Rock Albums (Billboard)               | 6       |
| US Digital Albums (Billboard)            | 8       |